# Nyctiophylax acutus
Nyctiophylax acutus is een fossiele soort schietmot uit de familie Polycentropodidae.